# Зейн, Махер
Махер Зейн (араб. ماهر زين‎; род. 16 июля 1981) — шведский RnB исполнитель ливанского происхождения. В 2009 году он выпустил свой дебютный альбом «Thank You Allah», который получил международное признание. Следующий свой альбом «Forgive Me» Зейн выпустил в апреле 2012.

## Биография
Семья Махера Зейна эмигрировала в Швецию из Ливана, когда ему было восемь лет. В Швеции Махер окончил школу и получил степень бакалавра по специальности «аэрокосмическая техника». После окончания университета Махер Зейн занялся продюсированием. Через некоторое время он познакомился со шведским продюсером марокканского происхождения RedOne. После того как последний переехал в Нью-Йорк, Зейн последовал за ним. Там он занимался продюсированием артистов, например Кэт Делуна.
После возвращения в Швецию Зейн сменил направление деятельности. От продюсирования он перешёл к исполнению и написанию песен в стиле RnB, текст которых был написан под сильным влиянием ислама.
В январе 2009 года Махер Зейн в сотрудничестве с компанией «Awakening Records» начал работу над своим первым альбомом. Дебютный альбом Зейна «Thank You Allah», включающий 13 песен и два бонусных трека, вышел 1 ноября 2009 года.
Для продвижения альбома Зейн и «Awakening Records» успешно воспользовались социальными сетями, такими как Facebook, YouTube и iTunes. В начале 2010 года музыка Зейна привлекла внимание огромной онлайн-аудитории в арабо-говорящих и исламских странах, а также среди молодых мусульман по всему миру. Махер Зейн занял первое место в списке знаменитостей, сведения о которых искали в интернете граждане Малайзии в 2010 году. Наибольший коммерческий успех Зейн приобрёл в Малайзии и Индонезии. В этих странах альбом «Thank You Allah» неоднократно становился платиновым. В 2010 году альбом Зейна стал самым продаваемым альбомом Малайзии.
Большинство песен Махер Зейн исполнял на английском языке, но часть песен позднее были выпущены также на других языках. Например, песня «Insha Allah» была записана, помимо английского, на арабском, индонезийском, малайском, турецком и французском языках. Зейн давал концерты по всему миру, в том числе в Великобритании, США, Малайзии, Индонезии, Саудовской Аравии и Египте.

## Дискография

### Альбомы
| Год  | Детали                                                                                                 | Сертифицирование (Количество продаж)                                     |
| ---- | --- | ------------------------------------------------------------------------ |
| 2009 | Thank You Allah - Выпущен: 1 ноября 2009 - Компания: Awakening Records - Форматы: CD, Digital Download | - 8x Platinum, Warner Music Malaysia - 2x Platinum, Sony Music Indonesia |
| 2012 | Forgive Me - Выпущен: 2 апреля 2012 - Компания: Awakening Records - Форматы: CD, Digital Download      | - 4x Platinum, Warner Music Malaysia                                     |
| 2016 | One - Выпущен: 6 June 2016 - Компания: Awakening Records - Форматы: Digital Download                   | -                                                                        |